# Popis nematerijalne svjetske baštine u Americi
Popis nematerijalne svjetske baštine u Europi čini UNESCO-ova nematerijalna svjetska baština američkih država, prema abecednom redu i godini upisa. Oznakom (*) je označena nematerijalna baština na popisu hitne zaštite.

## A

### Argentina(3)
- 2009. - Tango, dvoranski ples (Zajedno s Urugvajom)
- 2015. - Filete porteño, tradicionalni način slikanja u Buenos Airesu
- 2020. - Chamamé

## B

### Belize(1)
- 2008. - Jezik, ples i glazba naroda Garifuna (Zajedno s Gvatemalom, Hondurasom i Nikaragvom)

### Bolivija(8)
- 2008. - Astrologija naroda Kallawaya s Anda
- 2008. - Karneval Oruro
- 2009. - Folklorna baština naroda Aymara  (zajedno s Čileom i Peruom)
- 2012. - Ichapekene Piesta, najveći festival sv. Ignacija iz Moxosa
- 2014. - Pujllay i ayarichi, glazba i plesovi kulture Yampara
- 2017. - Obredni putovi u La Pazu tijekom Alasita mjeseca
- 2019. - Festival Santísima Trinidad del Señor Jesús del Gran Poder u gradu La Pazu
- 2021. - Veliki festival Tarija

### Brazil(9)
- 2008. 
  - Usmena i slikovna baština naroda Wajapi
  - Samba de Roda pokrajine Recôncavo, Bahia
- 2011. 
  - Yaokwa, ritual održavanja društvenog i kozmičkog reda naroda Enawene Nawe*
  - Živi muzej fandanga
  - Poziv za projekte Nacionalnog programa nematerijalne baštine
- 2012. - Frevo, umjetničke izvedbe tijekom karnevala u Recifeu
- 2013. - procesija Gospe od Nazareta u gradu Belemu
- 2014. - Capoeira okružje
- 2019. - Narodna igra Bumba Meu Boi iz Maranhãja

## C

### Čile(2)
- 2009. - Folklorna baština naroda Aymara  (zajedno s Bolivijom i Peruuom)
- 2014. - Baile Chino
- 2022. - Keramika Quinchamalí i Santa Cruz de Cuca*

## D

### Dominikanska Republika(4)
- 2008. 
  - Dramski ples Cocolo
  - Kulturni prostor Bratstva sv. Duha u Congosima Villa Mella
- 2016. - Glazba i ples Merengua
- 2019. - Glazba i ples Bachate

## E

### Ekvador(4)
- 2009. - Usmena baština i kulturne manifestacije naroda Zápara
- 2012. - Tradicionalno pletenje šešira od trstike, toquilla
- 2015. - Marimba glazba, tradicijski napjevi i plesovi kolumbijske južnopacifičke regije i ekvadorske pokrajine Esmeraldas (Zajedno s Kolumbijom)
- 2021. - Pasillo, pjesma i poezija

## G

### Gvatemala(4)
- 2008. 
  - Jezik, ples i glazba naroda Garifuna (Zajedno s Belizeo, Hondurasom i Nikaragvom)
  - Dramski ples Rabinal Achí
- 2013. - Nan Pa'ch ceremonija*
- 2022. - Veliki tjedan u Gvatemali

## F

### Francuska(1)
- 2014. - Gwoka, glazba, ples i pjesma kultura naroda Gvadalupe
- 2020. - Martinique yole, od gradnje do jedrenja, model za zaštitu baštine na otoku Martinik

## H

### Haiti(1)
- 2021. - Joumou juha

### Honduras(1)
- 2008. - Jezik, ples i glazba naroda Garifuna (Zajedno s Belizeom, Gvatemalom i Nikaragvom)

## J

### Jamajka(2)
- 2008. - Baština Maroona u gradu Moore
- 2013. - Reggae, glazba Jamajke

## K

### Kolumbija(13)
- 2008. 
  - Kulturni prostor San Basilio de Palenque
  - Karneval Barranquilla
- 2009. 
  - Karneval Negros y Blancos
  - Procesija Velikog tjedna u Popayánu
- 2010. - Normativni sustav zajednice Wayuu koji provode pütchipü’üi (palabrero)
- 2011. - Tradicionalna znanja jaguarskih šamana naroda Yuruparí
- 2012. - Festival svetog Franje Asiškog u Quidbóu
- 2015. 
  - Tradicionalna Vallenato glazba regije Magdalena*
  - Marimba glazba, tradicijski napjevi i plesovi kolumbijske južnopacifičke regije i ekvadorske pokrajine Esmeraldas(Zajedno s Ekvadorom)
- 2017. - Ilano radničke pjesme Kolumbije i Venezuele (Zajedno s Venezuelom)*
- 2019. - Strategija zaštite tradicionalnih zanata za izgradnju mira
- 2020. - Tradicionalna znanja i tehnike povezane s Pasto Varnish mopa-mopa Putumayo i Nariño*
- 2022. - Sustav znanja predaka četiri domorodačka naroda, Arhuaco, Kankuamo, Kogui i Wiwa iz Sierra Nevada de Santa Marta

### Kostarika(1)
- 2008. - Tradicija čuvanja volova i volovske zaprege

### Kuba(5)
- 2008. - Festival La Tumba Francesa
- 2016. - Kubanska rumba
- 2017. - Punto cubano
- 2018. - Festival Las Parrandasa u središtu Kube
- 2022. - Poznavanje majstora svijetlog ruma

## M

### Meksiko(11)
- 2008. - Domorodačka proslava Dana mrtvih
- 2009. 
  - Ritualna ceremonija naroda Voladores
  - Živa tradicija i spomen mjesta plemena Tolimán naroda Otomí-Chichimeca uključujući Peña de Bernal, čuvara svetog područja
- 2010. 
  - Parachicosi tradicionalnog siječanjskog festivala u gradu Chiapa de Corzo
  - Pirekua, tradicionalna pjesma naroda P’urhépecha
  - Tradicionalna meksička kuhinja, živa kultura predaka, na primjeru Michoacána
- 2011. - Mariachi
- 2012. - Xtaxkgakget Makgkaxtlawana: Centar za autohtone umjetnosti i njegov doprinos zaštiti nematerijalne kulturne baštine naroda Totonac iz Veracruza
- 2016. - Charrería, konjička tradicija Meksika
- 2018. - Ritualni ciklus 'La llevada' (nošenja) Djevice Zapopanske
- 2019. - Postupak izrade zanatske talavere iz Pueble i Tlaxcale i keramike Talavera de la Reina i El Puente del Arzobispo (Španjolska)

## N

### Nikaragva(2)
- 2008. - Satirična drama El Güegüense
- 2008. - Jezik, ples i glazba naroda Garifuna (Zajedno s Belizeom, Gvatemalom i Hondurasom)

## P

### Panama(2)
- 2017. - Majstorski postupak obrade biljnih vlakana za pletenje pinta’o šešira
- 2018. - Ritualni i svečani izrazi kulture Conga
- 2021. - Plesovi i izrazi povezani s blagdanom Tijelova

### Paragvaj(1)
- 2020. - Prakse i tradicionalno znanje Tereré, napitka predaka Guaraní u Paragvaju, u kulturi Pohã Ñana,

### Peru(13)
- 2008.
  - Tekstilna umjetnost naroda Uru s otoka Taquile
  - Usmena baština i kulturne manifestacije naroda Zápara (Zajedno s Ekvadorom)
- 2009. - Folklorna baština naroda Aymara (Zajedno s Bolivijom i Čileom)
- 2010.
  - Ples škara
  - Huaconada, ritualni ples Mita
- 2011. 
  - Eshuva, pjevne molitve na jeziku Huachipairi naroda Harakmbet*
  - Hodočašće na Svetište Gospodinu u Qoyllurit’iju
- 2013. - Znanja, vještine i rituali povezani s godišnjom obnovom mosta Q’eswachaka
- 2014. - Festival Virgen de la Candelaria iz Puna
- 2015. - Wititi ples iz doline Colca
- 2017. - Tradicionalni sustav vodenih sudaca Corongoa
- 2019. - Hatajo de Negritos i Hatajo de Pallitas s peruanske južno-središnje obale
- 2021. - Vrijednosti, znanje, predanje i običaji naroda Awajún povezani s lončarstvom

## U

### Urugvaj(2)
- 2009.
  - Društveno kulturni prostor i običaji zajednice Candombe
  - Tango, dvoranski ples (Zajedno s Argentinom)

## V

### Venezuela(8)
- 2012. - Venezuelski plesni vragovi Tijelova
- 2013. - La Parranda de San Pedro de Guarenas y Guatire
- 2014. - Mapoyo oralna tradicija i simbolička značenja unutar njihova područja predaka*
- 2015. - Tradicionalna znanja i tehnologije vezane za uzgoj i obradu biljke curagua
- 2016. - Karneval u El Callau, svečana predstava sjećanja i kulturnog identiteta
- 2017. - Ilano radničke pjesme Kolumbije i Venezuele (Zajedno s Kolumbijom)*
- 2019. - Biokulturni program za zaštitu tradicije Cvjetnice
- 2021. - Blagdanski ciklus oko pobožnosti i štovanja prema svetom Ivanu Krstitelju

## Vanjske poveznice
- UNESCO-ov reprezentativni popis nematerijalne svjetske baštine